# Андре Грільон
Андре Грільон (фр. André Grillon; 1 листопада 1921, Париж — 20 червня 2003, Ам'єн) — французький футболіст, що грав на позиції захисника. По завершенні ігрової кар'єри — тренер. Виступав за низку французьких клубів, а також національну збірну Франції.

## Клубна кар'єра
У дорослому футболі дебютував 1943 року виступами за команду «Бордо-Гієнь», в якій провів один сезон. Згодом з 1944 по 1951 рік грав у складі команд «Ле-Ман», «Стад Франсе» та «Расінг» (Париж).
Своєю грою за останню команду привернув увагу представників тренерського штабу клубу «Ліон», до складу якого приєднався 1951 року. Відіграв за команду з Ліона наступний сезон своєї ігрової кар'єри. Більшість часу, проведеного у складі «Ліона», був основним гравцем захисту команди.
Протягом 1952—1954 років знову захищав кольори клубу «Стад Франсе».
Завершив ігрову кар'єру у команді «Кан», за яку виступав протягом 1954—1955 років.

## Виступи за збірну
1946 року дебютував в офіційних матчах у складі національної збірної Франції. Загалом протягом кар'єри в національній команді, яка тривала до 1951 року, провів у її формі 15 матчів.

## Кар'єра тренера
Розпочав тренерську кар'єру, ще продовжуючи грати на полі, 1953 року, очоливши тренерський штаб клубу «Стад Франсе».
Протягом тренерської кар'єри також очолював команди «Кан», «Ле-Ман», «Ансі», олімпійська збірна Франції, «Ам'єн», «Амікаль Люсе» та «Шоле».
Останнім місцем тренерської роботи був клуб «Шоле», головним тренером команди якого Андре Грільон був протягом 1982 року.
Помер 20 червня 2003 року на 82-му році життя у місті Ам'єн.